# Pandekt
Mit Pandekt (von griech.-lat. pandectae „Allumfassendes“) wird eine Handschrift bezeichnet, die eine vollständige Abschrift der Bibel in einem Band beinhaltet (Vollbibel).
Bibel-Pandekten, nicht zu verwechseln mit den gleichnamigen juristischen Pandekten, sind seit der Spätantike bekannt (z. B. bei Cassiodor und von Antiochos von Saba), wurden jedoch erst im Mittelalter häufiger. Der älteste erhaltene Pandekt ist der Codex Amiatinus. Im 9. Jahrhundert wurden im französischen Tours eine Reihe von großformatigen Pandekten hergestellt (so genannte Alkuin-Bibeln), von denen sich etliche erhalten haben.